# Uniwersytet Boloński
Uniwersytet Boloński (wł. Università di Bologna) – publiczny uniwersytet w Bolonii założony w 1088, najstarszy uniwersytet cywilizacji zachodniej, wzór dla późniejszych średniowiecznych uniwersytetów. Otrzymał przywileje w 1158 z rąk cesarza Fryderyka I Barbarossy; w XIX wieku komitet historyków pod kierownictwem Giosuè Carducciego badając jego genealogię, przesunął datę utworzenia do 1088. Uniwersytet Boloński jest historycznie słynny z nauczania prawa kanonicznego i cywilnego.
Posiada oddziały w takich miastach jak: Reggio nell’Emilia, Imola, Rawenna, Forlì, Cesena i Rimini, a także w Buenos Aires.

## Historia
- od IV w. za panowania Teodozjusza I Wielkiego w Bolonii działają szkoły prawa rzymskiego

- odnalezienie w połowie XI w. tekstu „Kodeksu i Pandenktów” Justyniana I Wielkiego daje początek bolońskiej szkole prawniczej; pierwszymi uczonymi tej szkoły, o których wspominają źródła byli Pepone i Irnerius, określany przez współczesnych mu jako lucerna juris (łac. pochodnia prawa)

- od końca XI w. w Bolonii działają dwa uniwersytety prawnicze: uniwersytet cismontański, w którym kształcą się studenci pochodzący z Italii, oraz uniwersytet ultramontański dla przybyszów z krajów pozaalpejskich; każdy z nich miał swoich profesorów i rektora; w tym to okresie w Bolonii zaczyna tworzyć się instytucja, która obecnie znana jest jako Uniwersytet; w XIX w. komitet złożony z historyków pod kierownictwem Giosuè Carducciego, ustalił datę narodzin Uniwersytetu na rok 1088

- w 1140 boloński mnich Gracjan zbiera przepisy prawa kościelnego i opracowuje kodeks znany jako Decretum Gratiani (Dekret Gracjana), który zapoczątkowuje w Bolonii wykłady prawa kanonicznego jako samodzielnej, odrębnej od prawa rzymskiego dyscypliny naukowej

- w 1158 z inicjatywy uczniów Irneriusa, tzw. czterech doktorów (quattuor doctores: Bulgarus, Martinus, Ugo i Jacobus), Fryderyk I Barbarossa wydaje dokument Constitutio Habita, w którym Uniwersytet został prawnie ogłoszony miejscem gdzie mogłaby się niezależnie rozwijać nauka; na prośbę uczonych i mistrzów bolońskich zapewnił im: prawo swobodnego przybycia do miasta, bezpiecznego w nim pobytu, wolność nauczania prawa rzymskiego i kanonicznego oraz wyłączył studentów spod sądownictwa miejskiego; studenci z danego kraju lub grupy krajów tworzyły tzw. nacje (związki studentów); w 1265 działało w Bolonii 30 nacji studenckich, do XVI w. liczba ich wzrosła do 50; w uniwersytecie ultramontańskim wśród 15 nacji była silna nacja polska, w latach 1275–1500 liczyła kilkaset osób (w tym 12 Polaków było rektorami); każda nacja wybierała swego konsyliarza, osobę która prowadziła sprawy organizacyjno-administracyjne danej nacji; studenci wybierali spośród siebie rektora, który sprawował rządy nad uczelnią, organizował tok studiów, dobierał kadrę profesorską; profesorowie otrzymywali wynagrodzenie ustalane przez władze miasta niezależnie od opłat studenckich, mieli luźny związek z korporacjami studentów; zajmowali się nauczaniem, przeprowadzali egzaminy, nadawali stopnie naukowe (magister, doktor) oraz prawo nauczania (licentia docenti). Taki typ uniwersytetu ukształtowany w Bolonii został przeniesiony przez migrujących uczonych i mistrzów do innych miast Włoch, gdzie uniwersytety powstały między innymi w: Padwie (1222), Sienie (1246), Perugii (1308) i Ferrarze (1391)

- W XIV wieku tzw. uczeni sztuk wyzwolonych – medycyny, filozofii, arytmetyki, astronomii, logiki, retoryki i gramatyki – zaczynają współpracować ze szkołą prawników; wprowadzono nauczanie greki i hebrajskiego; w 1364 zaczęto nauczać teologii

- w XVI w. wprowadzenie nauk przyrodniczych

- XVII w. – złoty wiek bolońskiej medycyny i jednocześnie zmniejszenie znaczenia uniwersytetu w Europie

- w XVIII w. wraz z rozwojem rewolucji przemysłowej został zreorganizowany, przekształcony w uczelnię nowożytną, położono nacisk na nauki matematyczno-przyrodnicze, nowożytne nauki prawnicze, obowiązek pracy naukowo-badawczej dla profesorów i zapewnienie im stałych dochodów

- w 2 poł. XIX w., wzorem niemieckich uczelni, nadano mu status uniwersytetu typu liberalnego

- po II wojnie światowej był dwukrotnie zreorganizowany na wzór uczelni amerykańskich, wydziały podzielono na departamenty, wprowadzono wielostopniowy tok studiów, studia podyplomowe i doktoranckie, rozbudowano pracownie, laboratoria i instytuty.

### Znani uczeni związani z Uniwersytetem Bolońskim
- XI wiek
  - Irnerius
- XII wiek
  - Gratian
- XIII wiek
  - Guglielmo da Saliceto
  - Guido Guinizzelli
  - Dante Alighieri
- XIV wiek
  - Jarosław z Bogorii i Skotnik, studiował w latach 1316–1322
  - Manuel Chryzoloras
  - Francesco Petrarca
  - Cecco d'Ascoli
  - Coluccio Salutati
- XV wiek
  - Mikołaj Kopernik, studiował w latach 1495–1499
  - Giovanni Pico della Mirandola
  - Leone Battista Alberti
  - Albrecht Dürer
  - Marcin Król z Żurawicy[1]
  - Marcin Bylica[1]
- XVI wiek
  - Scipione del Ferro
  - Girolamo Cardano
  - Ignazio Danti
  - Girolamo Maggi
  - Giovanni Antonio Magini
  - Pietro Pomponazzi
  - Gaspare Tagliacozzi
  - Carlo Borromeo
  - Torquato Tasso

- XVII wiek
  - Giovanni Cassini
  - Ulisse Aldrovandi
  - Marcello Malpighi
- XVIII wiek
  - Laura Bassi
  - Maria Gaetana Agnesi
  - Luigi Galvani
  - Carlo Osvaldo Goldoni
- XIX wiek
  - Giosuè Carducci
  - Giacomo Ciamician
  - Camillo Golgi
  - Giovanni Pascoli
- XX wiek
  - Federigo Enriques
  - Umberto Eco
  - Vincenzo Balzani
  - Romano Prodi
  - Augusto Righi
  - Pierluigi Collina

## Struktura
Obecna struktura uniwersytetu jest efektem dostosowania się do przepisów prawa (240/2010) uchwalonych przez włoski parlament 30 grudnia 2010.

### Władze
Głównym zarządzającym i prawnym przedstawicielem uniwersytetu jest rektor. Jego obowiązki obecnie (2021-2027) pełni Giovanni Molari. Wspiera go sześciu prorektorów, wśród nich wicerektor (prorettore vicario) prof. Simona Tondelli. Ich pieczy powierzone zostały następujące aktywności: cyfryzacja – prof. Rebecca Montanari, dydaktyka – prof. Roberto Vecchi, badania – prof. Alberto Credi, personel – prof. Giorgio Bellettini i relacje międzynarodowe – prof. Raffaella Campaner.
Senat Akademicki (Senato Accademico) składa się z 35 członków: rektora, 10 dyrektorów departamentów, 15 wykładowców i badaczy, 3 przedstawicieli personelu technicznego i administracyjnego i 6 przedstawicieli studentów.
Kwestiami finansowymi i zarządzaniem zajmuje się jedenastoosobowa Rada Administracyjna (Consiglio di Amministrazione). We władzach uniwersytetu znajdziemy również Kolegium Rewizorów (Collegio dei revisori dei conti), Komisję Ewaluacyjną (Nucleo di valutazione) i dyrektora generalnego (Direttore generale), które to stanowisko zajmuje dr Sabrina Luccarini.
Organami pomocniczymi uczelni są: Samorząd Studencki (Consiglio degli studenti), składający się z 33 przedstawicieli, Rada Pracowników Techniczno-Administracyjnych (Consulta del personale tecnico-amministrativo) złożony z 24 członków, Rada Dobroczyńców (Consulta dei sostenitori), Gwarant Studencki (Garante degli studenti) oraz Połączony Komitet Gwarancyjny (Comitato Unico di Garanzia).

### Departamenty i szkoły
Uniwersytet jest podzielony na 32 departamenty:
| Departament                                                    | Departament (nazwa włoska)                                                | Obszar              |
| -------------------------------------------------------------- | ------------------------------------------------------------------------- | ------------------- |
| Medycyna specjalistyczna, diagnostyka i medycyna doświadczalna | Medicina specialistica, diagnostica e sperimentale                        | medycyna            |
| Nauki biomedyczne i neuromotoryczne                            | Scienze biomediche e neuromotorie                                         | medycyna            |
| Nauki medyczne i chirurgiczne                                  | Scienze mediche e chirurgiche                                             | medycyna            |
| Weterynaria                                                    | Scienze mediche veterinarie                                               | medycyna            |
| Chemia "Giacomo Ciamician"                                     | Chimica "Giacomo Ciamician"                                               | nauki ścisłe        |
| Chemia przemysłowa "Toso Montanari"                            | Chimica industriale "Toso Montanari"                                      | nauki ścisłe        |
| Farmacja i biotechnologia                                      | Farmacia e biotecnologie                                                  | nauki ścisłe        |
| Fizyka i astronomia "Augusto Righi"                            | Fisica e astronomia "Augusto Righi"                                       | nauki ścisłe        |
| Matematyka                                                     | Matematica                                                                | nauki ścisłe        |
| Nauki biologiczne, geologiczne i środowiskowe                  | Scienze biologiche, geologiche e ambientali                               | nauki ścisłe        |
| Nauki o jakości życia                                          | Scienze per la qualità della vita                                         | nauki ścisłe        |
| Nauki o biznesie                                               | Scienze aziendali                                                         | nauki socjalne      |
| Ekonomia                                                       | Scienze economiche                                                        | nauki socjalne      |
| Nauki prawne                                                   | Scienze giuridiche                                                        | nauki socjalne      |
| Nauki polityczne i społeczne                                   | Scienze politiche e sociali                                               | nauki socjalne      |
| Nauki statystyczne "Paolo Fortunati"                           | Scienze statistiche "Paolo Fortunati"                                     | nauki socjalne      |
| Socjologia i prawo gospodarcze                                 | Sociologia e diritto dell’economia                                        | nauki socjalne      |
| Architektura                                                   | Architettura                                                              | technologia         |
| Informatyka i inżynieria                                       | Informatica – scienza e ingegneria                                        | technologia         |
| Inżynieria lądowa, chemiczna, środowiskowa i materiałowa       | Ingegneria civile, chimica, ambientale e dei materiali                    | technologia         |
| Inżynieria elektryczna i informatyczna "Guglielmo Marconi"     | Ingegneria dell’energia elettrica e dell’informazione "Guglielmo Marconi" | technologia         |
| Inżynieria przemysłowa                                         | Ingegneria industriale                                                    | technologia         |
| Nauka i technologia żywności                                   | Scienze e tecnologie agro-alimentari                                      | technologia         |
| Dziedzictwo kulturowe                                          | Beni culturali                                                            | nauki humanistyczne |
| Sztuka                                                         | Delle Arti                                                                | nauki humanistyczne |
| Filologia klasyczna i italianistyka                            | Filologia classica e italianistica                                        | nauki humanistyczne |
| Filozofia i komunikacja                                        | Filosofia e comunicazione                                                 | nauki humanistyczne |
| Tłumaczenia ustne i pisemne                                    | Interpretazione e traduzione                                              | nauki humanistyczne |
| Języki nowożytne, literatura i kultura współczesna             | Lingue, letterature e culture moderne                                     | nauki humanistyczne |
| Psychologia "Renzo Canestrari"                                 | Psicologia "Renzo Canestrari"                                             | nauki humanistyczne |
| Nauki pedagogiczne "Giovanni Maria Bertin"                     | Scienze dell’Educazione "Giovanni Maria Bertin"                           | nauki humanistyczne |
| Historia, kultury i cywilizacje                                | Storia Culture Civiltà                                                    | nauki humanistyczne |

1 listopada 2018 utworzono pięć szkół, których celem jest koordynacja i wspieranie departamentów:
- Ekonomia i zarządzanie (Economia e management)
- Inżynieria (Ingegneria)
- Literatura i dziedzictwo kulturowe (Lettere e beni culturali)
- Medycyna i chirurgia (Medicina e chirurgia)
- Nauki ścisłe (Scienze)

### Biblioteki
Wszystkie biblioteki są koordynowane przez Biblioteczny System Ateneum (Sistema Bibliotecario di Ateneo, SBA) i zarządzane przez Uniwersytet. Główną i najważniejszą biblioteką jest Bolońska Biblioteka Uniwersytecka (Biblioteca Universitaria di Bologna, BUB) założona w 1712 i położona w pałacu Poggich (palazzo Poggi). Wspierają ją biblioteki departamentów i centralne, zlokalizowane w różnych siedzibach i kampusach uniwersyteckich.
System biblioteczny zarządza również bibliotekami cyfrowymi:
- AlmaDL założoną w 2001, w której można znaleźć prace opublikowane przez wykładowców, studentów i zespoły badawcze[17]
- AlmaRE – datuje swoje początki na lata 90. XX w., kiedy to rozpoczęła się Cyfryzacja zasobów. Digitalizuje i gromadzi wszystkie zasoby cyfrowe stworzone przez uniwersytet, nabywa nowe dzieła, zapewnia dostęp do ponad 50 tysięcy periodyków elektronicznych, ponad 370 baz danych i ponad 640 tysięcy e-książek[18]

Ponadto biblioteka uniwersytecka przechowuje archiwum historyczne uniwersytetu, w którym zgromadzone są wszystkie dokumenty od zjednoczenia Włoch (1861) aż do lat 70. XX w. Wcześniejsze dokumenty zostały przekazane do Archiwum Narodowego w Bolonii.

### Muzea
Uniwersytecki System Muzealny (Sistema Museale d’Ateneo, SMA) zarządza różnymi kolekcjami zgromadzonymi w czternastu muzeach:
- Muzeum pałacu Poggich (Museo di palazzo Poggi)
- Europejskie Muzeum Studenta (Museo Europeo degli Studenti)
- Muzeum obserwatorium astronomiczne (Museo della specola)
- Ogród botaniczny i herbarium (Orto botanico ed Erbario)
- Muzeum geologiczne „Giovanni Capellini” (Collezione di Geologia „Museo Giovanni Capellini”)
- Muzeum mineralogiczne „Luigi Bombicci” (Collezione di Mineralogia „Museo Luigi Bombicci”)
- Muzeum figur woskowych „Luigi Cattaneo” (Collezione delle Cere anatomiche „Luigi Cattaneo”)
- Muzeum chemiczne „Giacomo Ciamician” (Collezione di Chimica „Giacomo Ciamician”)
- Muzeum zoologiczne (Collezione di Zoologia)
- Muzeum anatomii porównawczej (Collezione di Anatomia comparata)
- Muzeum antropologiczne (Collezione di Antropologia)
- Muzeum instrumentów fizycznych (Collezione di Fisica)
- Muzeum anatomii zwierząt domowych (Collezione di Anatomia degli animali domestici)
- Muzeum patomorfologii i teratologii weterynaryjnej „Alessandrini – Ercolani” (Collezione di Anatomia patologica e teratologia veterinaria „Alessandrini – Ercolani”)
- Muzeum Edukacji (Museo Officina dell’Educazione, MOdE) – cyfrowe

### Inne struktury
Uniwersytet posiada własne Centrum Językowe (Centro Linguistico d’Ateneo, CLA) i liczne centra badawcze i formacyjne. Na terenie uniwersytetu działa siedem Międzywydziałowych Centrów Badań Przemysłowych (Centri Interdipartimentali di Ricerca Industriale, CIRI):
- lotnictwa i kosmiczne (Centro Interdipartimentale di Ricerca Industriale – CIRI Aerospaziale – Aerospace)
- technologii żywności (Centro Interdipartimentale di Ricerca Industriale – CIRI Agroalimentare)
- budownictwa i konstrukcji (Centro Interdipartimentale di Ricerca Industriale – CIRI Edilizia e Costruzioni)
- źródeł odnawialnych, środowiska, morza i energii (Centro Interdipartimentale di Ricerca Industriale – CIRI Ricerca Industriale Fonti Rinnovabili, Ambiente, Mare ed Energia FRAME)
- badań przemysłowych (Centro Interdipartimentale di Ricerca Industriale – CIRI ICT)
- mechaniki zaawansowanej i materiałów (Centro Interdipartimentale di Ricerca Industriale – CIRI Meccanica Avanzata e Materiali)
- nauk o życiu i technologii zdrowia (Centro Interdipartimentale di Ricerca Industriale – CIRI Scienze della Vita e Tecnologie per la Salute)

Uczelnia wspiera Akademię Naukową Instytutu Bolońskiego (Accademia delle scienze dell’Istituto di Bologna).

#### Struktury sanitarne
Poliklinika św. Urszuli (Policlinico Sant’Orsola-Malpighi) jest główną siedzibą departamentu medycyny i chirurgii oraz spełnia rolę Instytutu Naukowego Hospitalizacji i Opieki nad Chorymi (Istituto di ricovero e cura a carattere scientifico, IRCCS). Uniwersytet współpracuje również z innymi IRCCS: bolońskimi Instytutem Ortopedii Rizzoli (Istituto Ortopedico Rizzoli) i Instytutem Nauk Neurologicznych (Istituto delle Scienze Neurologiche), oraz z Naukowym Instytutem Romanii ds. Badań i Leczenia Nowotworów (Istituto Scientifico Romagnolo per lo Studio e la Cura dei Tumori) w miejscowości Meldola (prowincja Forlì-Cesena).
Ponadto uniwersytet prowadzi klinikę stomatologiczną w Bolonii i uniwersytecki szpital weterynaryjny „Giuseppe Gentile” w Ozzano dell’Emilia. (125,127,128)

#### Instytut Studiów Wyższych
Instytut Studiów Wyższych (Istituto di Studi Superiori) jest jednostką akademicką zajmującą się badaniami interdyscyplinarnymi, składającą się z Instytutu Studiów Zaawansowanych (Istituto di Studi Avanzati, ISA) i Kolegium Szkolnictwa Wyższego (Collegio Superiore), która przyjmuje studentów uznanych za najbardziej zasłużonych.

#### Szkoła biznesu
Uniwersytet posiada własną szkołę biznesu, Bologna Business School (BBS), z siedzibą w Villa Guastavillani. Jest to fundacja, której członkami są, oprócz uniwersytetu, Fondazione Cassa di Risparmio in Bologna, Fondazione Guglielmo Marconi, Unicredit, lokalna Confindustria i różne lokalne firmy, takie jak IMA (Industria Macchine Automatiche), Marchesini, Lamborghini i Ferrari.

#### Stowarzyszenia i spółdzielnie studenckie
Alma Mater Studiorum uznaje i wspiera różne stowarzyszenia i spółdzielnie studenckie.

#### Sport
Bolońskie Uniwersyteckie Centrum Sportowe (Centro Universitario Sportivo Bologna, CUSB) jest amatorskim stowarzyszeniem sportowym uznanym przez uniwersytet, którego zadaniem jest promowanie i organizowanie studenckich zajęć sportowych. Unibo Motorsport to zespół uniwersytecki, który od 2009 bierze udział w mistrzostwach Formula SAE i Motostudent.